# Rectisura herculea
Rectisura herculea is een pissebed uit de familie Munnopsidae. De wetenschappelijke naam van de soort is voor het eerst geldig gepubliceerd in 1957 door Yakov Avadievich Birstein.